# Sucre (monnaie)
Pour les articles homonymes, voir Sucre (homonymie).
Le sucre est l'ancienne monnaie officielle de l'Équateur de 1884 à 2000. Il a été alors remplacé par le dollar des États-Unis.

## Historique

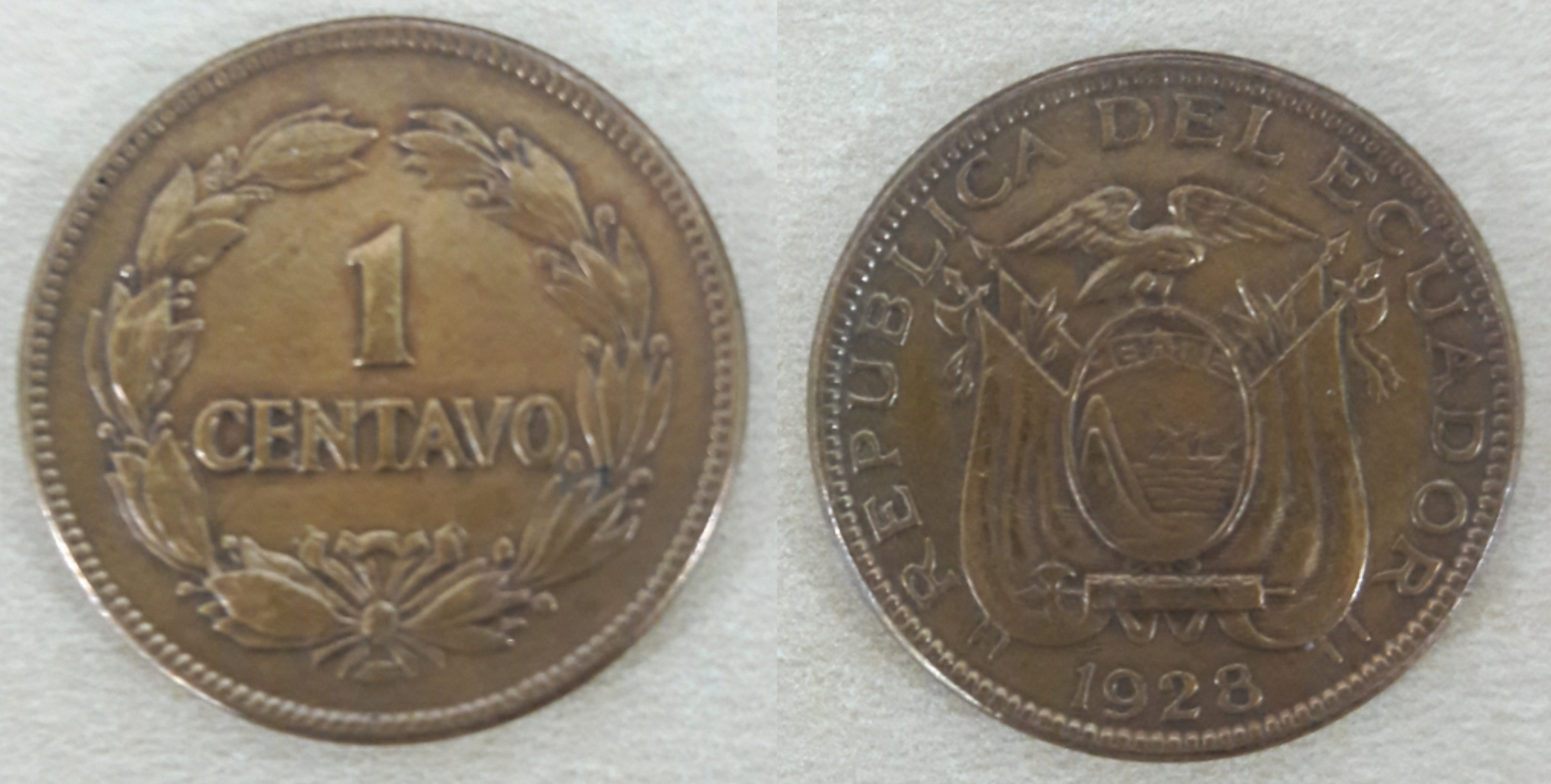
Pièce d'un centavo de 1928.

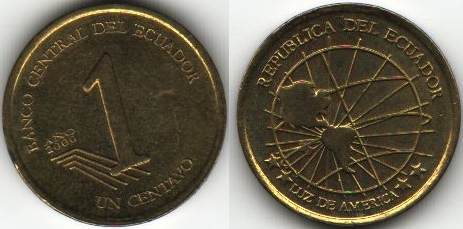
Pièce d'un centavo de 2000.

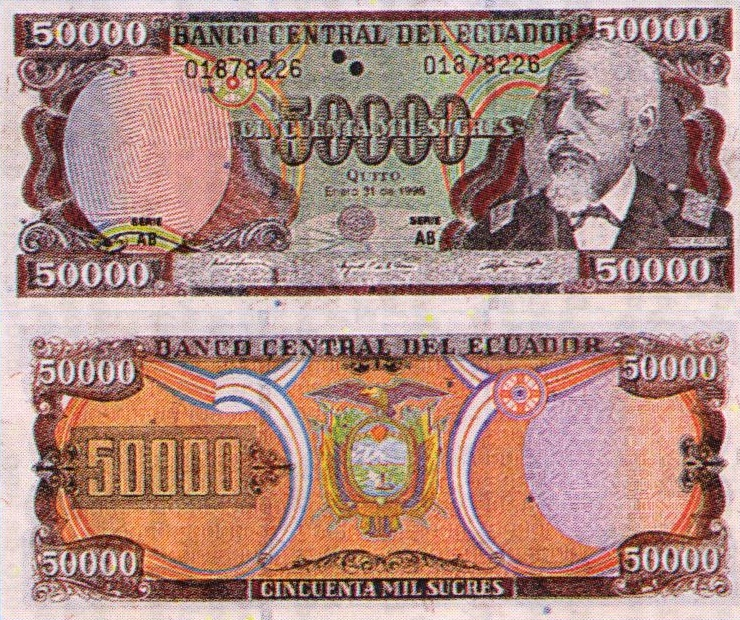
Billet de 50000 sucres des années 1990, soit 2 dollars des États-Unis en 2000.

Le peso équatorien a été l'unité monétaire en vigueur en Équateur jusqu'en 1884. Il valait alors au change de Madrid, huit réaux espagnols ou huit réaux équatoriens. Le peso avait été formellement adopté comme monnaie de l'Équateur en 1871, en remplacement du réal, à un taux de 1 peso pour 8 réaux.
La Casa de Moneda (Maison de la monnaie), l'hôtel central de la monnaie, frappe les pièces à Quito depuis 1833.
Par décret de la Convention de 1884, le 22 mars 1884, l'Équateur adopte le sucre comme unité monétaire, en hommage au maréchal Antonio José de Sucre, vainqueur de la bataille de Pichincha.
Comme la plupart des pays latino-américains, l'Équateur subit une forte poussée inflationniste à partir de la fin des années 1980.
Le 1er mars 2000, le pays subissant une nouvelle poussée inflationniste, le Congrès national approuve la dolarización (dollarisation) de l'économie au taux de 25 000 sucres pour un dollar des États-Unis. Le 9 septembre 2000, le sucre cessait d'exister officiellement.
Depuis 2000, sont utilisés dans tout le pays des billets et pièces en dollars des États-Unis.

## Pièces de monnaie
Des pièces en centavos, de même format et caractéristiques que les cents américains, ont été frappées au millésime 2000. La pièce de 1 centavos a également été frappée pour les millésimes 2003 et 2004 par la Monnaie de Mexico.

## Dernière série de billets émis en sucres
| Avers & Revers (série 1984, puis billets complémentaires jusqu'en 1999) | Valeur (S/.) | Dimensions  | Couleur prédominante | Représentation pictographique (avers)             |
| ----------------------------------------------------------------------- | ------------ | ----------- | -------------------- | ------------------------------------------------- |
|                                                                         | 5            | 140 x 65 mm | Rouge                | Antonio José de Sucre                             |
|                                                                         | 10           | 140 x 65 mm | Bleu                 | Sebastián de Belalcázar                           |
|                                                                         | 20           | 140 x 65 mm | Crème                | Église de la Compañía de Jesús, Quito             |
|                                                                         | 50           | 140 x 65 mm | Vert                 | Monumento a los Proceres del 9 de octubre de 1820 |
|                                                                         | 100          | 140 x 65 mm | Violet               | Simón Bolívar                                     |
|                                                                         | 500          | 140 x 65 mm | Blue                 | Dr. Eugenio de Santa Cruz y Espejo                |
|                                                                         | 1000         | 140 x 65 mm | Vert                 | Rumiñahui                                         |
|                                                                         | 5,000        | 140 x 65 mm | Brun + violet        | Juan Montalvo                                     |
|                                                                         | 10,000       | 140 x 65 mm | Brun + vert          | Vicente Rocafuerte                                |
|                                                                         | 20,000       | 140 x 65 mm | Brun + bleu          | Gabriel Garcia Moreno                             |
|                                                                         | 50,000       | 140 x 65 mm | Brun + orange        | Eloy Alfaro                                       |